# 二子山 (新北市)
二子山，是台灣新北市淡水區水源里的山峰，標高896公尺。該山的東側為公司田溪上游左支流溪谷，西側為公司田溪支流楓樹湖溪溪谷，南側為二子坪。
二子山為大屯火山群大屯山亞群之下的一座火山，其南側的二子坪即為大屯山主峰與二子山之間的火山凹地。